# Sint-Niklaas
Sint-Niklaas (fransk: Saint-Nicolas) er en by i Flandern i det nordvestlige Belgien. Byen ligger i provinsen Østflandern, tæt ved grænsen til nabolandet Holland. Indbyggertallet er pr. 1. januar 2008 på 70.450, og byen har et areal på 83,80 km².
51°09′N 4°08′Ø / 51.150°N 4.133°Ø